# Менинг агенция
Менинг агенция е агенция за набирането на екипаж на различни типове кораби, в повечето страни в Източна Европа се извършва от агенция за подбор на персонал.
Тази агенция действа като представител на притежател на кораб в определена страна като по този начин е натоварена с наемането на екипаж според нуждите на кораба.
Според изискванията на IMO и според редица конвенции защитаващи правата на труд на морските специалисти, менинг агенцията е длъжна да не изисква комисионни от моряците наемани на работа.
Всеки моряк нает от тях на работа трябва да притежава необходимите за това квалификация, да бъде информиран за възнаграждението си и условията на труд, като редом с това да получи задължителната застраховка живот.